# Acanthochondria shawi
Acanthochondria shawi is een eenoogkreeftjessoort uit de familie van de Chondracanthidae. De wetenschappelijke naam van de soort is voor het eerst geldig gepubliceerd in 1935 door Yü.